# Erythranthe rhodoptera
Erythranthe rhodoptera är en gyckelblomsväxtart som beskrevs av N.S.Fraga. Erythranthe rhodoptera ingår i släktet Erythranthe och familjen gyckelblomsväxter. Inga underarter finns listade i Catalogue of Life.